# Valentin Foubert
Valentin Alain Foubert (* 17. August 2002 in Fontainebleau) ist ein französischer Skispringer.

## Werdegang
Foubert, der für den Club des Sports Courchevel im Département Savoie startet, gab im Rahmen des Youth-Cup-Wettbewerbs am 30. Juli 2016 in Hinterzarten sein internationales Debüt und belegte dabei den 28. Platz. In den folgenden Jahren ging er regelmäßig im Alpencup an den Start, einer Wettkampfserie für Junioren der OPA. Nachdem er bei seinem Alpencup-Debüt im März 2017 bereits in die Punkteränge springen konnte, tat er sich lange Zeit schwer, weitere Punkte zu gewinnen. Bei den Nordischen Junioren-Skiweltmeisterschaften 2018 im schweizerischen Kandersteg belegte er im Einzel den Rang 47 und wurde darüber hinaus mit dem Team Neunter. Wenige Wochen später trat er bei den Nordischen Skispiele der OPA 2018 in Planica an, wo er den 34. Platz erreichte und zudem gemeinsam mit Mathis Contamine, Jack White und Alessandro Batby im Team Siebter wurde. Bei den französischen Meisterschaften Ende März 2018 belegte Foubert den 16. Platz und wurde zudem Fünfter im Team.

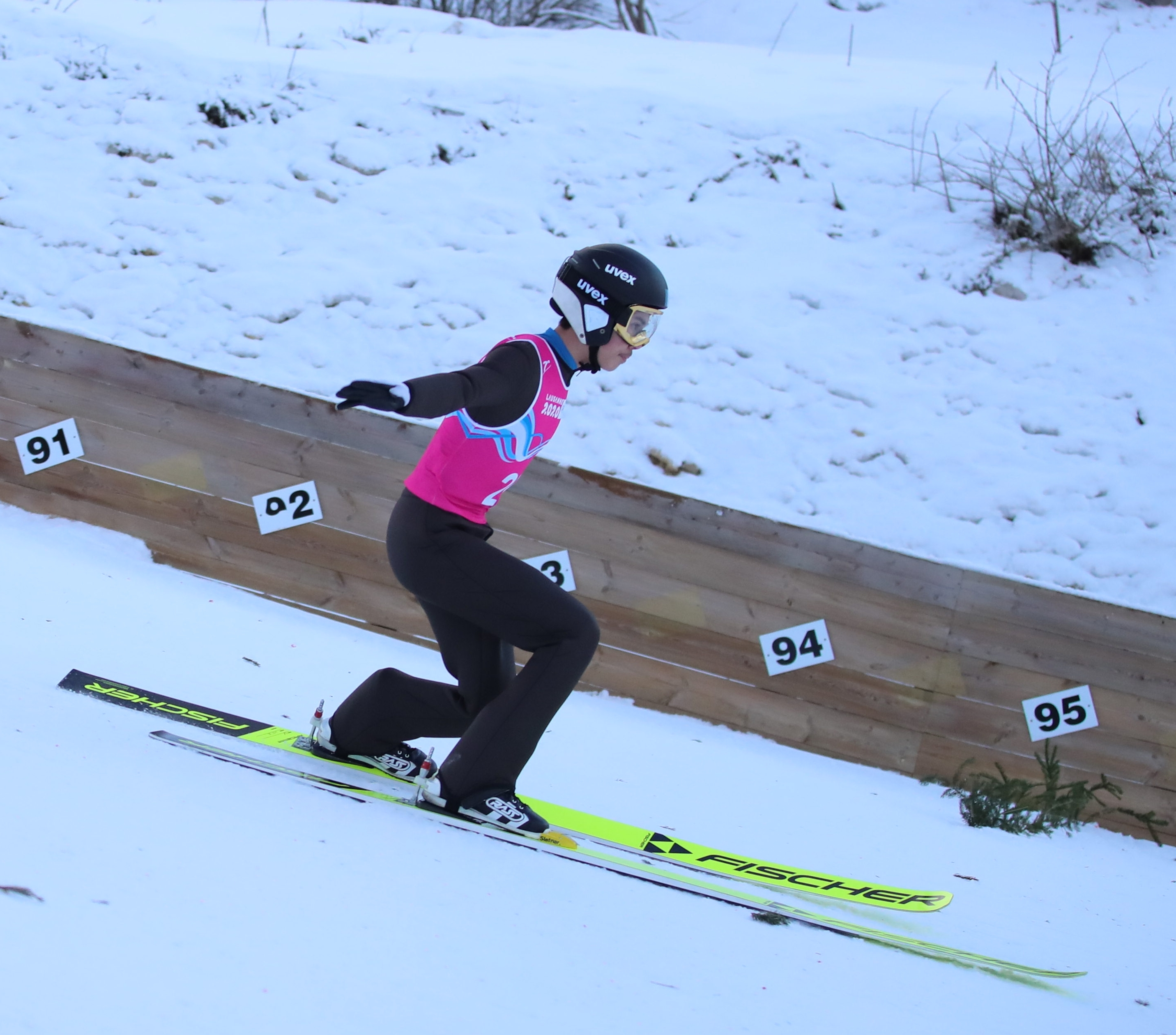
Foubert bei den Olympischen Jugend-Winterspielen 2020

Im September 2019 erreichte er zum zweiten Mal in seiner Karriere die Punkteränge im Alpencup, doch konnte er dieses Ergebnis nicht stabilisieren und fand sich so im restlichen Saisonverlauf meistens außerhalb der besten Dreißig. Mitte Januar 2020 nahm er an den Olympischen Jugend-Winterspielen 2020 in Lausanne teil, wo er von der Normalschanze Les Tuffes Zehnter wurde. Tags darauf gewann er gemeinsam mit Emma Tréand, Marco Heinis und Joséphine Pagnier die Bronzemedaille im Mixed-Team, ehe er zum Abschluss der Spiele den vierten Rang im Nordic-Mixed-Team belegte. Am 1. Februar 2020 debütierte Foubert von der Bloudkova Velikanka in Planica im Continental Cup, verpasste jedoch an beiden Wettkampftagen die Punkteränge. Bei den Nordischen Junioren-Skiweltmeisterschaften 2020 in Oberwiesenthal sprang er im Einzel auf den 32. Platz. Darüber hinaus wurde er Siebter im Team sowie Sechster im Mixed-Team. Die Saison schloss Foubert bei den französischen Meisterschaften in Chaux-Neuve ab, wo er Zwölfter im Einzel sowie Siebter im Team wurde.
Im Sommer 2020 profitierte Foubert vom Trainerwechsel hin zu David Jiroutek und vollzog eine Leistungssteigerung. So erreichte er am Alpencup-Wochenende Mitte September in Berchtesgaden zum ersten Mal die Top 10. Bei den französischen Meisterschaften in Gérardmer wenige Wochen später gewann er sowohl im Einzel als auch mit dem Team den Meistertitel. Seine tendenziell ansteigende Form bestätigte er im Winter 2020/21. So sprang er in Kandersteg auch im drittklassigen FIS Cup unter die besten Zehn und gewann bereits am ersten Continental-Cup-Wochenende in Ruka mit drei Platzierungen unter den besten Dreißig seine ersten Punkte in dieser Wettkampfserie. Beim Auftaktspringen der Vierschanzentournee 2020/21 in Oberstdorf debütierte Foubert im Weltcup und sprang auf den 55. Platz. Nachdem er sich in Garmisch-Partenkirchen und Innsbruck nicht qualifizieren konnte, beendete er die Tournee vorzeitig. Im Februar 2021 nahm er erneut an den Junioren-Skiweltmeisterschaften teil, die in diesem Jahr in Lahti ausgetragen wurden. Im Einzelspringen belegte Fourbert den 13. Rang, ehe er gemeinsam mit Mathis Contamine, Jack White und Alessandro Batby im Team Fünfter wurde. Eine Woche später belegte er gemeinsam mit Joséphine Pagnier, Alessandro Batby und Julia Clair den achten Rang beim Mixed-Teamspringen im Weltcup in Râșnov. Beim letzten Weltcup-Wochenende der Saison nahm er am Skifliegen von der Letalnica bratov Gorišek in Planica teil und stellte dabei eine neue persönliche Bestweite von 186,5 Metern auf. Zum Saisonabschluss wurde Foubert Fünfter bei den französischen Meisterschaften in Courchevel und verteidigte darüber hinaus den Meistertitel im Team.
Zum Auftakt in den Sommer 2021 gab Foubert von der Malinka in Wisła sein Grand-Prix-Debüt. In der höchsten Wettkampfserie im Sommer gewann er dabei als 30. auf Anhieb seinen ersten Punkt. Bei den Nordischen Juniorenskiweltmeisterschaften 2022 im polnischen Zakopane wurde er im Einzel 23., im Mixed-Teamwettbewerb Fünfter und im Mannschaftswettbewerb mit dem französischen Team Achter. Am 4. April 2024 sprang Foubert beim Weltcup-Springen in Willingen auf den 23. Platz, womit er erstmals Weltcup-Punkte gewann. Damit erreichte er als erster Franzose seit dem 11. März 2018, damals gelang dies Jonathan Learoyd, die Punkteränge. Im Sommer 2024 wurde Foubert beim Grand-Prix-Auftakt in Courchevel Zweiter und Dritter. Auch in Stams im Continental Cup erreichte er Podestplatzierungen.

## Statistik

### Weltcup-Platzierungen
| Saison  | Platz | Punkte |
| ------- | ----- | ------ |
| 2023/24 | 61.   | 008    |
| 2024/25 | 27.   | 173    |

### Grand-Prix-Platzierungen
| Saison | Platz | Punkte |
| ------ | ----- | ------ |
| 2021   | 91.   | 001    |
| 2022   | 80.   | 003    |
| 2023   | 57.   | 023    |
| 2024   | 14.   | 155    |

### Continental-Cup-Platzierungen
| Saison  | Sommer | Sommer | Winter | Winter | Gesamt | Gesamt |
| Saison  | Platz  | Punkte | Platz  | Punkte | Platz  | Punkte |
| ------- | ------ | ------ | ------ | ------ | ------ | ------ |
| 2020/21 | —      | —      | 071.   | 20     | 077.   | 20     |
| 2021/22 | 088.   | 06     | 114.   | 03     | 140.   | 09     |